# أرفيد هولمبرغ
أرفيد هولمبرغ (بالسويدية: Arvid Holmberg)‏ هو لاعب جمباز فني سويدي، ولد في 10 أكتوبر 1886 في مالمو في السويد، وتوفي بنفس المكان في 11 سبتمبر 1958.

## وصلات خارجية
- أرفيد هولمبرغ على موقع اللجنة الأولمبية الدولية (الإنجليزية)
- أرفيد هولمبرغ على موقع أوليمبيديا (الإنجليزية)
- أرفيد هولمبرغ على موقع اللجنة الأولمبية السويدية (السويدية)